# Fabrizia Ramondino
Fabrizia Ramondino (1936-2008) fue una autora italiana de varios textos, entre ellos poesía, teatro, novelas, diarios de viaje, memorias, confesiones, entre otros.

## Vida personal
Fabrizia Ramondino nació en Nápoles en 1936, para luego mudarse a la isla de Mallorca ese mismo año ya que su padre fue nombrado cónsul italiano. Fue criada allí hasta sus ocho años de edad. Durante el resto de su vida, vivió en diferentes países, incluyendo Francia, Alemania e Italia, además de viajar a China, Quebec, Australia y el Sáhara. Ramondino pasó muchos años en Nápoles, la cual es la cultura con la que más se relaciona en sus escritos. Durante su tiempo en Nápoles, Ramondino fue docente voluntaria en la escuela Associazione Risveglio Napoli. Obtuvo un título en lenguas de la Universidad de Nápoles "L'Orientale". También trabajó como profesora de francés en múltiples escuelas estatales. También fue un activista social y político para el Centro di Coordinamento Campano, una organización dedicada a ayudar a desempleados de la ciudad y alrededores.
Las diferentes culturas con las que se encontró durante su vida influenciaron fuertemente su trabajo.
En 1981 publicó su primera novela Althénopis.Ramondino Trabajó con Mario Martone en la película de 1992 Morte di un matematico napoletano. Nuevamente con Martone,  escribió en 1994 la obra Terremoto con madre e figlia.
Ramondino fue finalista del premio Grinzane Cavour en 1999 por L'isola riflessa. En el 2000 le fue otorgado el premio literario Flaiano y recibió el Premio Pasolini de Poesía para Por un sentiero chiaro en 2004.
Falleció en Gaeta a la edad de 71 años.

## Su escritura
Ramondino es una autora a la que se le reconoce relacionar toda su escritura a través de sus experiencias. La cultura de Nápoles es la cultura principal que la autora abserbe en sus escritos. No sólo relata sus historias en Nápoles, sino que además «([ella] se colocó en una posición de extranjero donde no reconoce todas las palabras y dialectos», transformándola en una «exiliada en su propia tierra». 
Ramondino raramente incorporó palabras en napolitano en su trabajo, insertando notas al pie explicando el significado de estas palabras.

## Trabajos selectos
- Torie di patio  (1983)
- Estrella di casa (1991)
- En viaggio (1995)
- L'isola riflessa (1998)